# 愛知御津車站
愛知御津車站（日语：／ Aichi-mito eki */?）是一由東海旅客鐵道（JR東海）所經營的鐵路車站，位於日本愛知縣豐川市御津町西方松本。愛知御津車站是JR東海所屬的東海道本線沿線的車站之一，是個由JR東海委託子公司東海交通事業代為經營的業務委託車站，由豐橋車站負責管理。
在本站設置之初，當局根據東海道本線的原本的路線鋪設計畫，依照車站預定地所在的豐川市御油町，將車站命名為「御油」。因為這原因，今日實際上名為「御油」的名鐵名古屋本線（原愛知電氣鐵道線）御油，在當初設站時是命名為「本御油」以作為區別。車站設立後，由於實際位置與當初預定的不同，導致站名與所在地不同名的困擾，因此開始有一些新的站名檢討。預計要改用的名稱包括了與行政區劃相同的「御津」，但因為擔心與位於茨城縣的水戶（御津與水戶的日文發音都同樣為（Mito））搞混，又考慮加上所在地的舊國名「三河」，而成為「三河御津」（みかわみと，Mikawa-mito）。但由於如此命名會導致本站與相距不遠的三河三谷（みかわみや，Mikawa-miya）發音上又只有一字之差，所以最後定奪將所在縣分（愛知縣）冠在站名前方，而成為今日的愛知御津。
在明治末期，那時還稱為御油的本站這裡曾一度有興建豐川鐵道御油支線的計畫，但最後並沒有實際實行。

## 車站結構

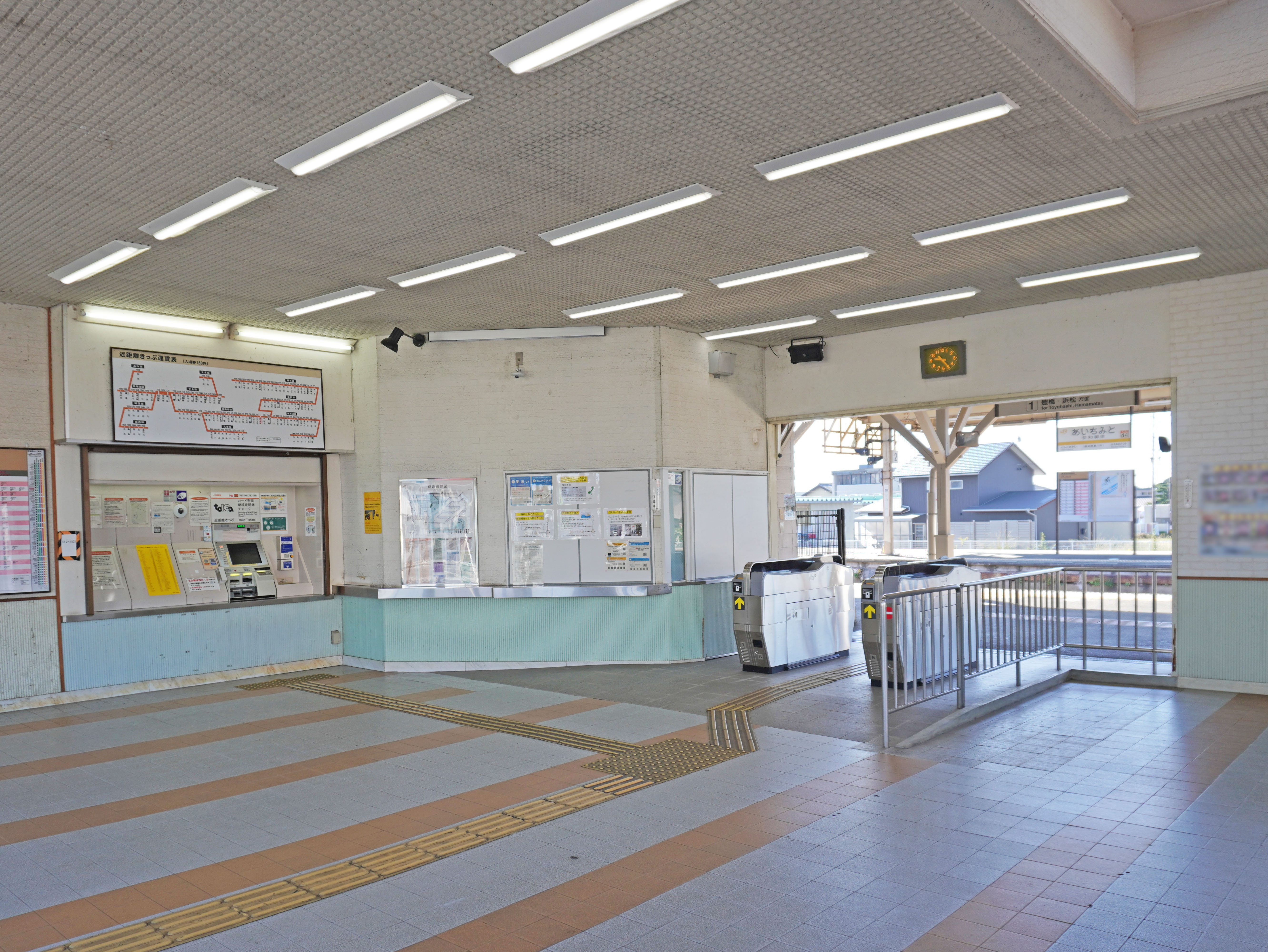
閘口（2022年10月）

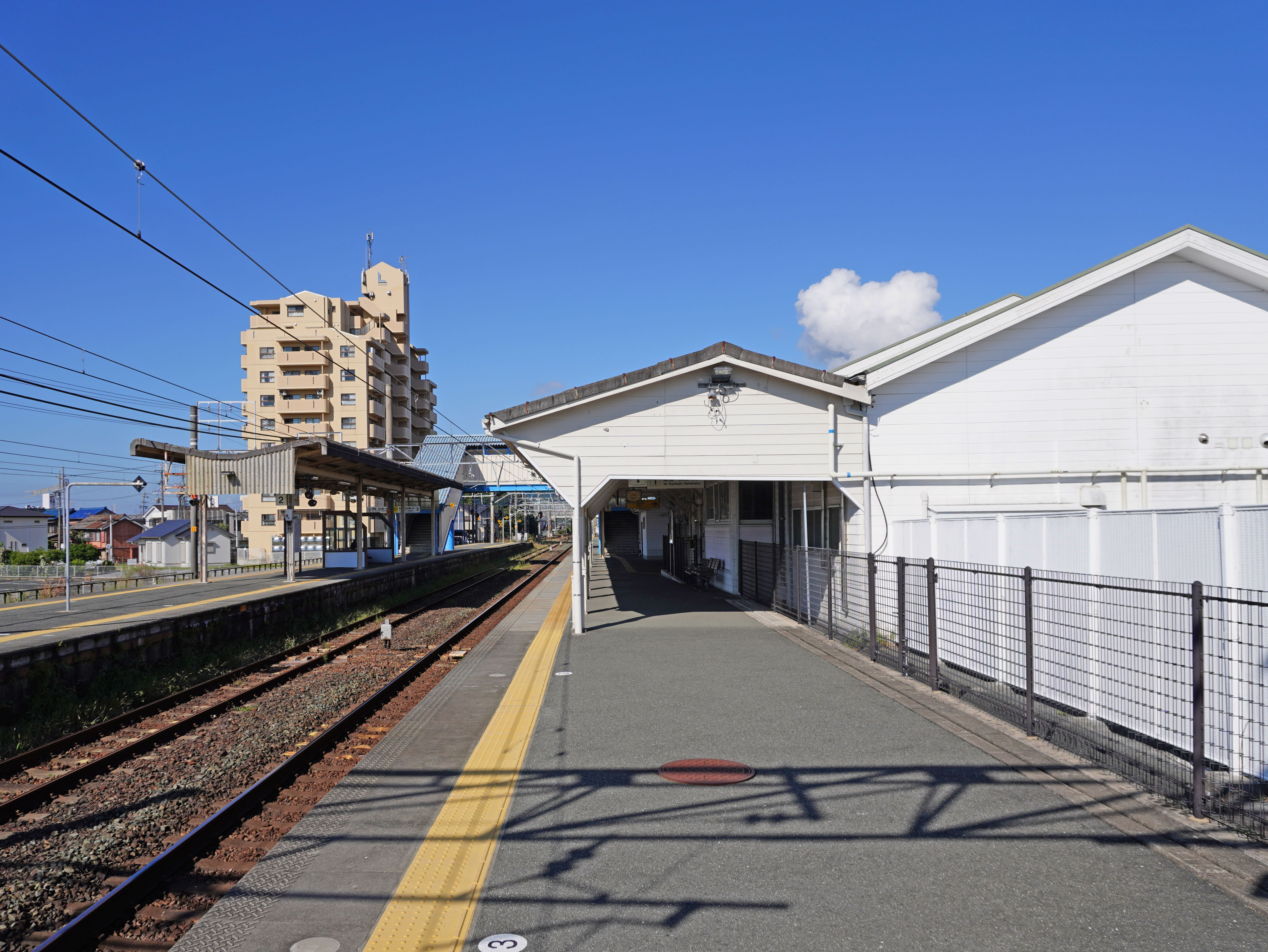
1號月台（2022年10月）

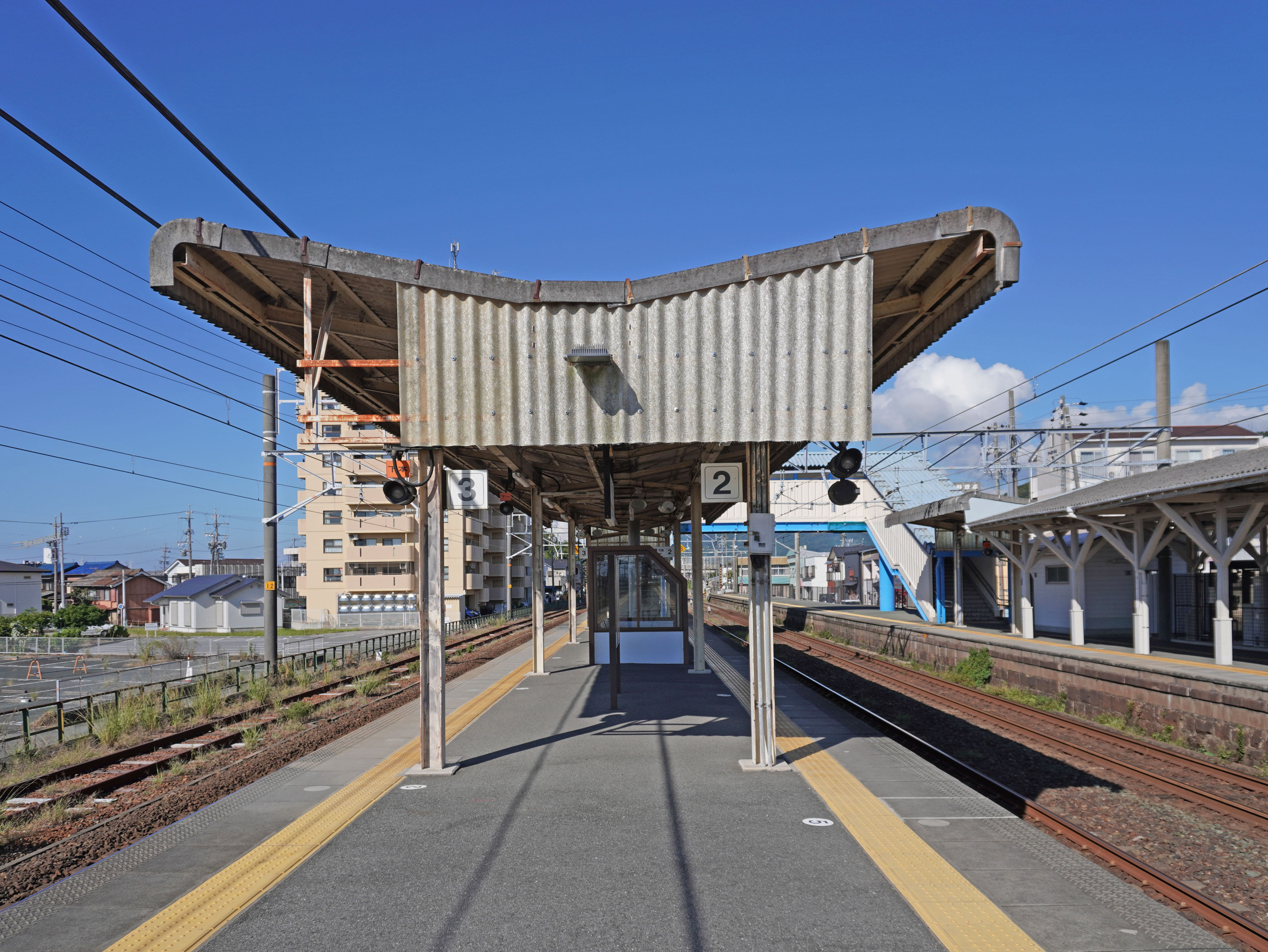
2號與3號月台（2022年10月）

側式月台1面1線與島式月台1面2線，合計2面3線的地面車站。

### 月台配置
| 月台 | 路線       | 方向 | 目的地           | 備註         |
| ---- | ---------- | ---- | ---------------- | ------------ |
| 1    | 東海道本線 | 上行 | 豐橋、濱松方向   |              |
| 2    | 東海道本線 | 上行 | 豐橋、濱松方向   | 只限待避列車 |
| 2    | 東海道本線 | 下行 | 岡崎、名古屋方向 | 只限待避列車 |
| 3    | 東海道本線 | 下行 | 岡崎、名古屋方向 |              |

## 使用情況
根據「豐川市的統計」，1日上車人次如下表。
| 年度   | 人數    |
| ------ | ------- |
| 2002年 | 1,544人 |
| 2003年 | 1,484人 |
| 2004年 | 1,411人 |
| 2005年 | 1,400人 |
| 2006年 | 1,357人 |
| 2007年 | 1,342人 |
| 2008年 | 1,350人 |
| 2009年 | 1,317人 |
| 2010年 | 1,319人 |
| 2011年 | 1,299人 |
| 2012年 | 1,332人 |
| 2013年 | 1,366人 |
| 2014年 | 1,328人 |
| 2015年 | 1,376人 |
| 2016年 | 1,354人 |
| 2017年 | 1,362人 |

## 相鄰車站
東海旅客鐵道
 東海道本線
■特別快速、■新快速、■快速
通過
■區間快速、■普通
西小坂井（CA43）－愛知御津（CA44）－三河大塚（CA45）

### 來源
1. 1 2  駅構内の案内表記。これらはJR東海公式サイトの各駅の時刻表 （页面存档备份，存于）で参照可能（駅掲示用時刻表のPDFが使われているため。2015年1月現在）。